# Ipomopsis aggregata
Ipomopsis aggregata es una especie de planta fanerógama perteneciente a la familia Polemoniaceae.

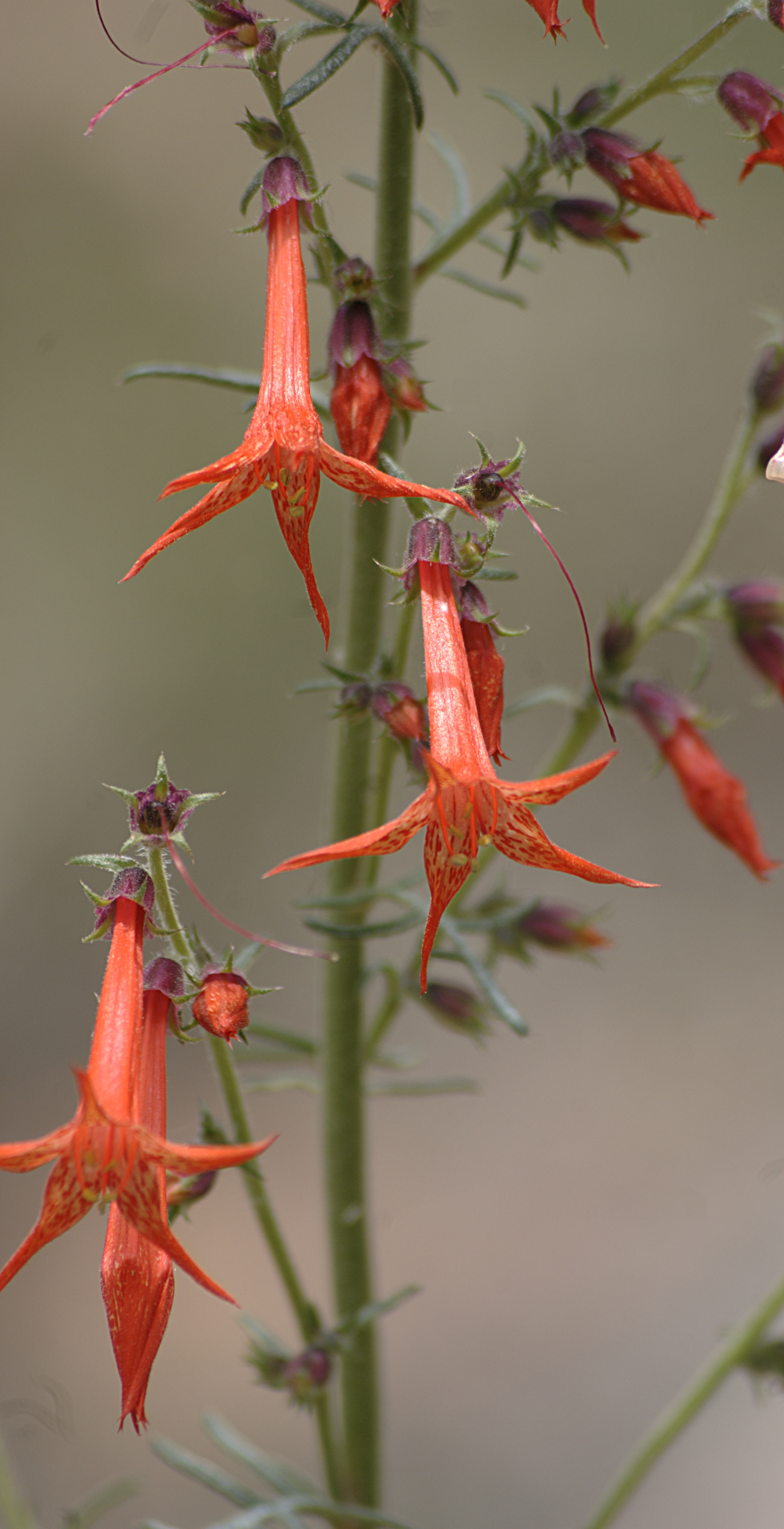
Inflorescencia.

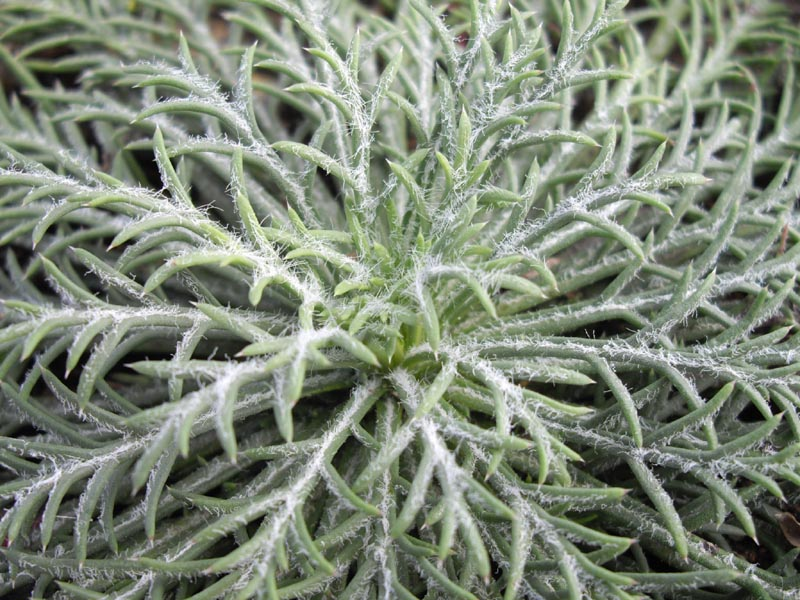
Detalle de las hojas.

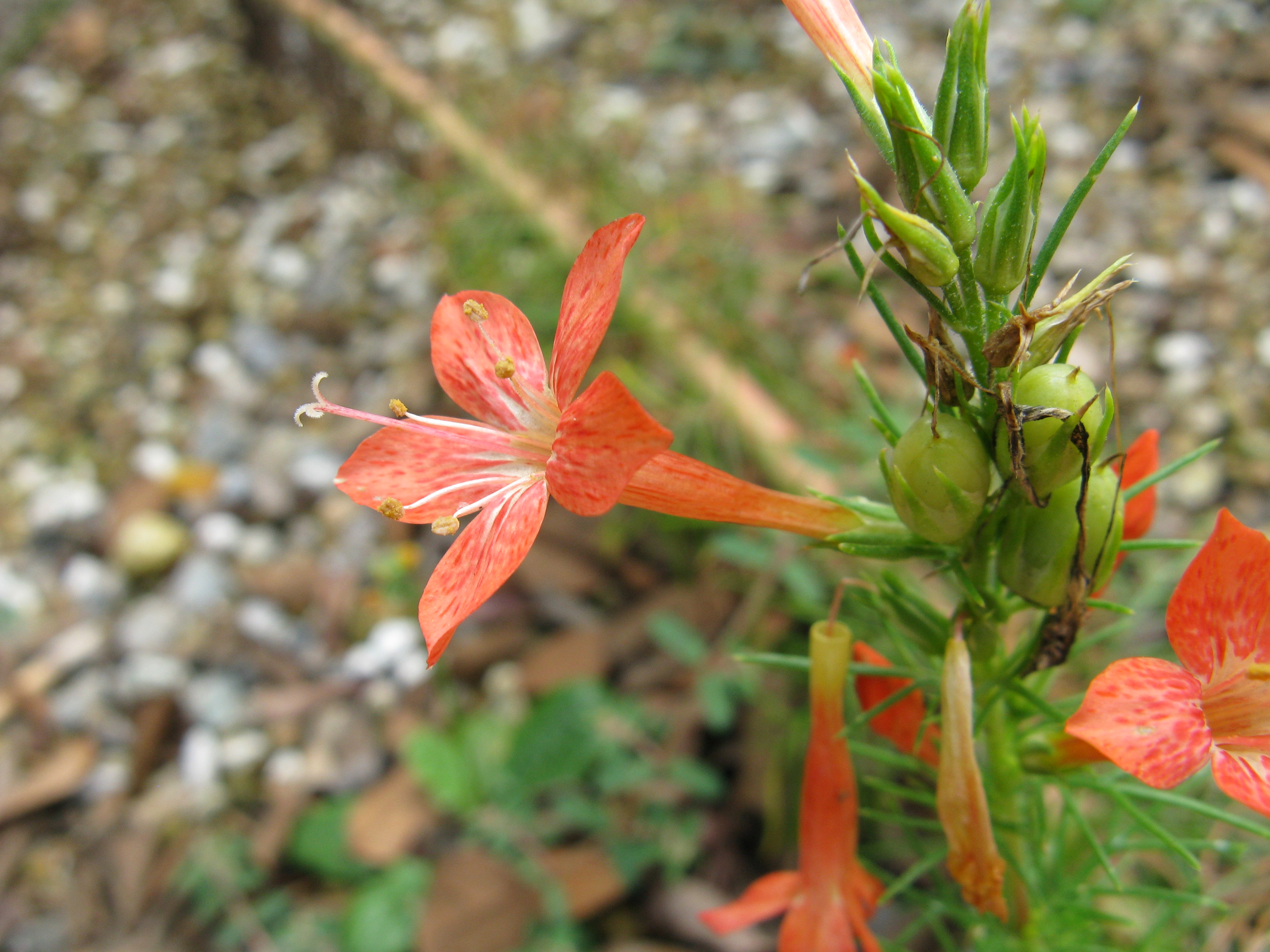
Detalle de la flor.

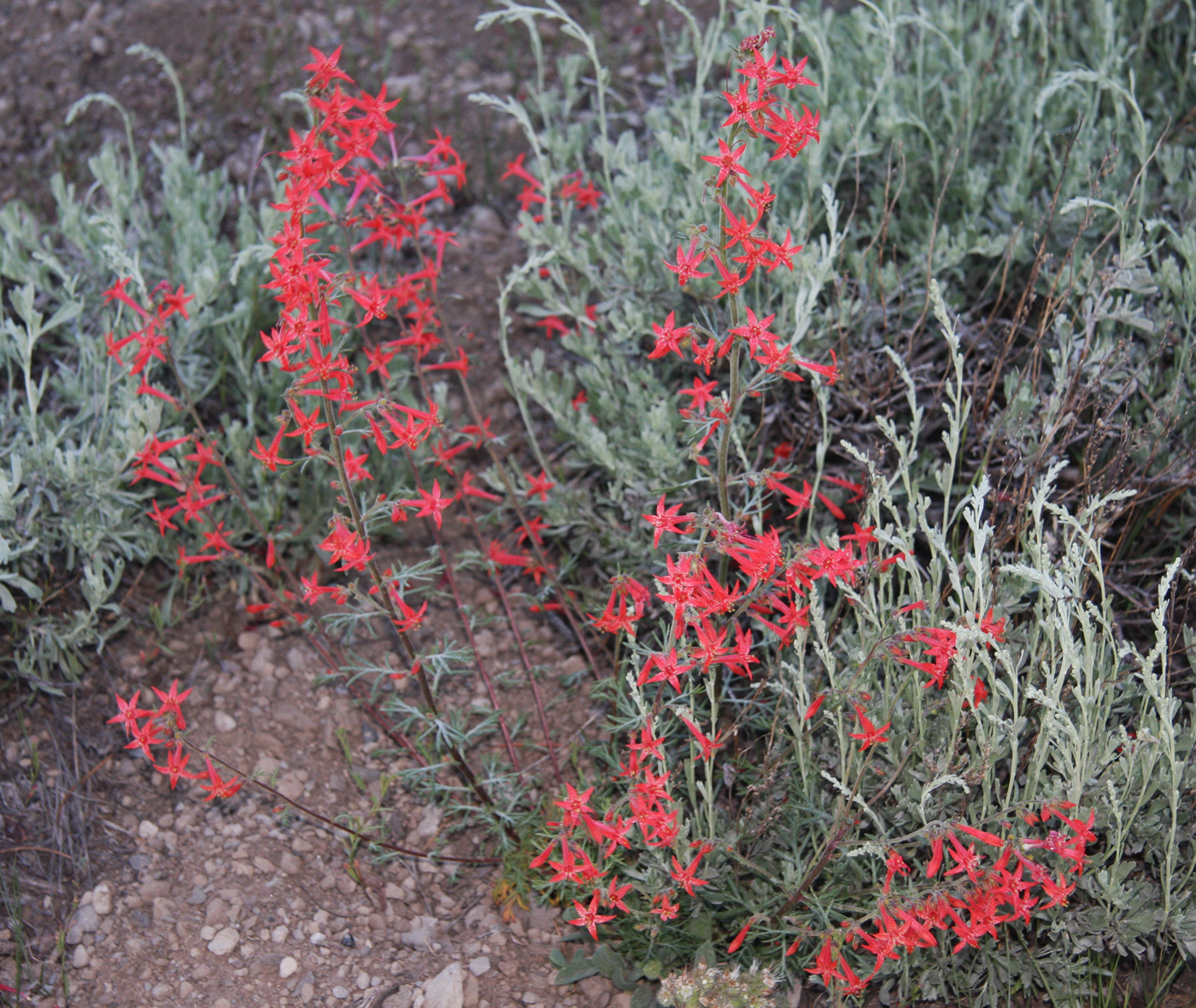
En su hábitat.

## Distribución
Ipomopsis aggregata es una especie nativa de los Estados Unidos continentales y Canadá. Es originaria del oeste de Norteamérica, crece principalmente en la zona central a las regiones occidentales y que van desde el norte de la Columbia Británica hasta México.

## Descripción
Ipomopsis aggregata es una planta perenne de porte herbáceo y tallo erecto simple o ramificado de entre 20 y 100 cm de altura. La epidermis de tallos y ramificaciones es pubescente, con multitud de pelos glandulares y no glandulares cortos. Las hojas son lobuladas y pilosas como los tallos. Las flores crecen en las ramificaciones laterales en inflorescencias con un corto pedicelo y en número de 2 a 7. Son característicamente atrompetadas con 5 pétalos pilosos y lanceolados individualizados en su extremo y formando una corola tubular basal de entre 15 y 30 mm, de color púrpura a rojo intenso. Tras la fecundación estas flores producen una cápsula de entre 8 y 12 mm con 3 lóculos y hasta 10 semillas en cada uno de ellos.

## Investigaciones actuales
La planta se está utilizando actualmente para estudiar diversos mecanismos de polinización. Los investigadores depositaron partículas fluorescentes en las flores para crear análogos de polen con el objetivo de rastrear los colibríes polinizadores.

## Usos
Aunque la planta es muy venenosa se ha reportado su uso como catártico y como purificador de sangre en casos de insuficiencia renal.

## Química
En Ipomosis aggregata se pueden encontrar los flavonoles patuletina, eupalitina y eupatolitina.

## Taxonomía
Ipomopsis aggregata fue inicialmente descrita por Frederick Traugott Pursh como Gilia aggregata y posteriormente renombrada en su forma actual por Verne Edwin Grant en Aliso 3(3): 360. 1956.
Variedades aceptadas
- Ipomopsis aggregata var. maculata (M.E. Jones) S.L. Welsh
- Ipomopsis aggregata var. texana (Greene) Shinners

Sinonimia
- Cantua aggregata  Pursh
- Gilia aggregata  (Pursh) Spreng.
- Ipomeria aggregata (Pursh) Nutt.
- Ipomopsis aggregata subsp. aggregata[7]